# Алекс Кафи
Алекс Кафи (на италиански: Alex Caffi) е италиански пилот във Формула 1, печели шест точки от състезания и има 56 участия. Роден е на 18 март 1964 г. в Ровато, Италия.
През периода 1984 – 1986 г. се състезава в италианската Формула 3, като два пъти е вицешампион на Италия и печели Европейската купа във Формула 3. Дебютира във Формула 1 през 1986 с екипа на Осела. Впоследствие се състезава за Далара и Футуърк.
След оттеглянето си от Формула 1 участва в различни шампионати за туристически и спортни автомобили.